# Sibirčatajacha
La Sibirčatajacha (in russo Сибирчатаяха?) è un fiume della Russia settentrionale, scorre nel Zapoljarnyj rajon del Circondario autonomo dei Nenec. È un tributario della Kara.
Il fiume nell'alto corso si dirige dapprima verso nord-est, poi gira a nord-ovest, nel corso medio e basso mantiene la direzione nord-est fino a sfociare nella Kara a 8 km dalla sua foce nella piccola baia della Kara, interna alla baia della Bajdarata. Il corso è molto tortuoso. La lunghezza del fiume è di 162 km, l'area del bacino è di 2 280 km².